# Suchoi Su-7
Bei der Suchoi Su-7 (russisch Сухой Су-7, NATO-Codename: Fitter) handelt es sich um ein einsitziges sowjetisches Kampfflugzeug, das vor allem zum Angriff auf Bodenziele eingesetzt wurde. Die Bezeichnung Su-7 wurde 1944 schon einmal für ein Versuchsjagdflugzeug verwendet.

## Entwicklung

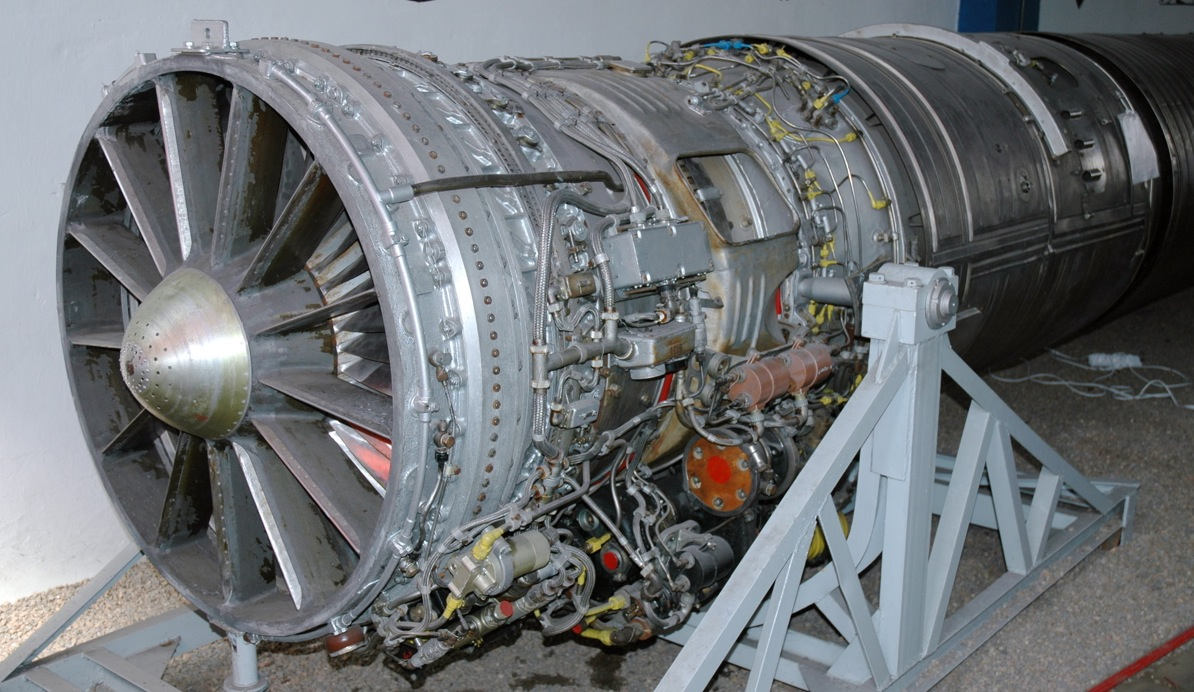
Ljulka AL-7F

Die Entwicklung der Su-7, die ursprünglich als Abfangjäger geplant war, begann um 1950 und wurde im Sommer 1954 abgeschlossen. Am 7. September 1955 flog der erste Prototyp mit dem Namen S-1 Strelka („стрелка“, für Pfeilflügel), ausgerüstet mit einem AL-7F-Triebwerk, mit Pilot Andrei Kotschetkow. Während des Testprogramms konnte mit Einsatz des Nachbrenners eine Geschwindigkeit von 2070 km/h erreicht werden. Am 24. Juli 1956 wurde die Su-7 bei der alljährlichen Luftparade von Tuschino erstmals der Öffentlichkeit vorgestellt. Von dieser Ausführung entstanden bis 1961 im staatlichen Flugzeugwerk Nr. 126 in Komsomolsk-na-Amure 133 Exemplare.
Der Prototyp S-22-1 flog am 24. April 1959 erstmals und wurde als Su-7B ab 1961 an die sowjetischen Streitkräfte geliefert. Sie war mit einem modernisierten Triebwerk AL-7F-1 ausgestattet und konnte bis zu 2000 kg Waffenzuladung mitführen. Die Su-7B ist die Umwandlung des Abfangjägers zum Jagdbomber nach einer entsprechenden Forderung des Ministerrates der UdSSR vom März 1956 und wurde zum taktischen Standard-Jagdbombenflugzeug der sowjetischen Luftstreitkräfte. Gebaut von 1958 bis 1976 wurde die Su-7B ständig verbessert, Nachfolgemuster wurde der Schwenkflügel-Jagdbomber Su-17. Hauptversionen waren weiterhin die Su-7BKL mit verstärktem Fahrwerk für den Einsatz auf unbefestigten Pisten und als meistproduzierte Ausführung die Su-7BM mit stärkerem AL-7F-1-Triebwerk, zwei zusätzlichen Außenlastträgern unter den Tragflächen, verbessertem Schleudersitz und leistungsstärkerem „Sirena 3“-Radarwarngerät. Für Schulungsaufgaben entstanden 1966 die zweisitzigen Varianten Su-7U und Su-7UM.
Die als Mitteldecker ausgelegte Su-7 verfügt über jeweils eine 30-Millimeter-Kanone NR-30 mit je 70 Schuss an den beiden Flügelansätzen und kann an zwei bis vier Unterflügel-Außenlaststationen Bomben, Raketen oder Raketenbehälter sowie an zwei Rumpfstationen Kraftstoffzusatzbehälter mit einem Gesamtgewicht von bis zu 4000 Kilogramm tragen. Die V-förmigen Tragflächen mit 62° Vorderkantenpfeilung sitzen leicht unter der Mittellinie des Flugzeug-Hauptkörpers, in dem das Triebwerk untergebracht ist. Die Luftansaugung erfolgt über die stumpfe Nase des Flugzeugs.
Die Su-7 wurde in den sowjetischen Luftstreitkräften bis 1985 geflogen. Heute befindet sich die Su-7 nur noch in der Luftwaffe von Nordkorea im Einsatz.

## Entführung einer Su-7 1973
Mitten im Kalten Krieg desertierte am 27. Mai 1973 ein Flugzeugführer der Gruppe der Sowjetischen Streitkräfte in Deutschland (GSSD) in der Deutschen Demokratischen Republik mit einer Su-7BM (Bj. 1964, Wnr. 5411) mit der Bordnummer 52 im Tiefflug in die Bundesrepublik Deutschland. Der Leutnant Jewgeni Lwoitsch war beim 497. Jagdbombenfliegerregiment in Großenhain stationiert. Mangels Flugerfahrung auf der Su-7 vermied er eine risikobehaftete Notlandung und verließ um 11:47 Uhr zwischen Klein Schöppenstedt und Hötzum im Landkreis Wolfenbüttel nah an der Stadtgrenze von Braunschweig das Flugzeug per Schleudersitz. Nach erfolgreicher Landung beantragte Lwoitsch politisches Asyl. Die Su-7 schlug nahe Klein Schöppenstedt etwa 400 m südlich der Bundesstraße 1 auf. Die Erstsicherung der Absturzstelle wurde durch Soldaten der in Sichtweite liegenden Hindenburg-Kaserne geleistet. Die Reste der Su-7 wurden am 31. Mai am Grenzübergang Helmstedt den sowjetischen Behörden übergeben.

## Militärische Nutzer
- Vereinigte Arabische Republik /  Ägypten /  Ägypten: 185 Su-7BMK/Su-7UMK

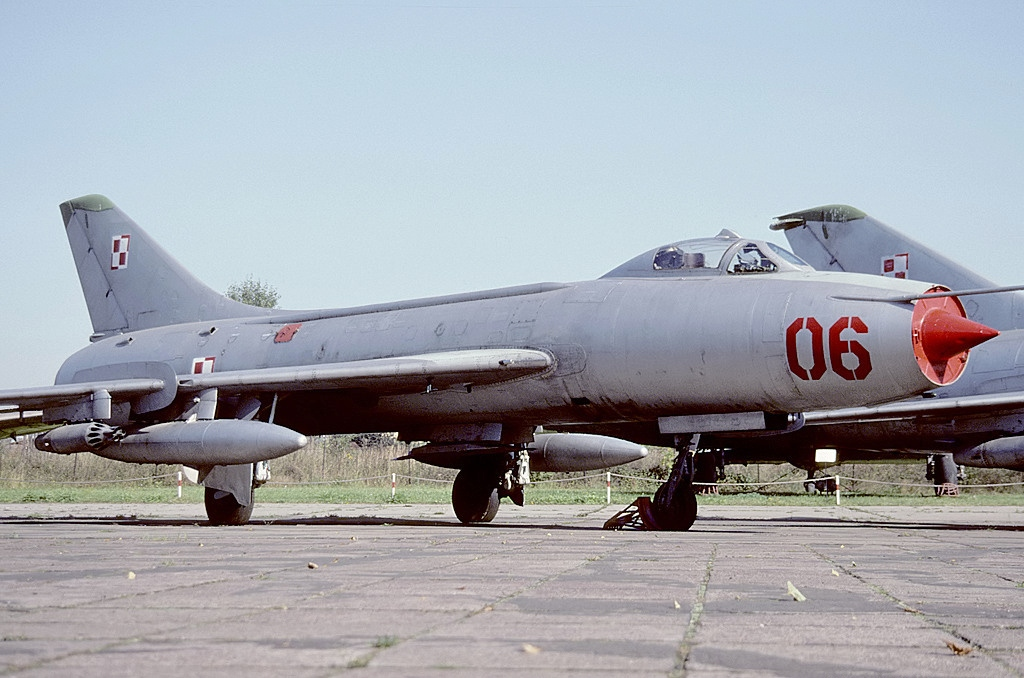
Suchoi Su-7BM

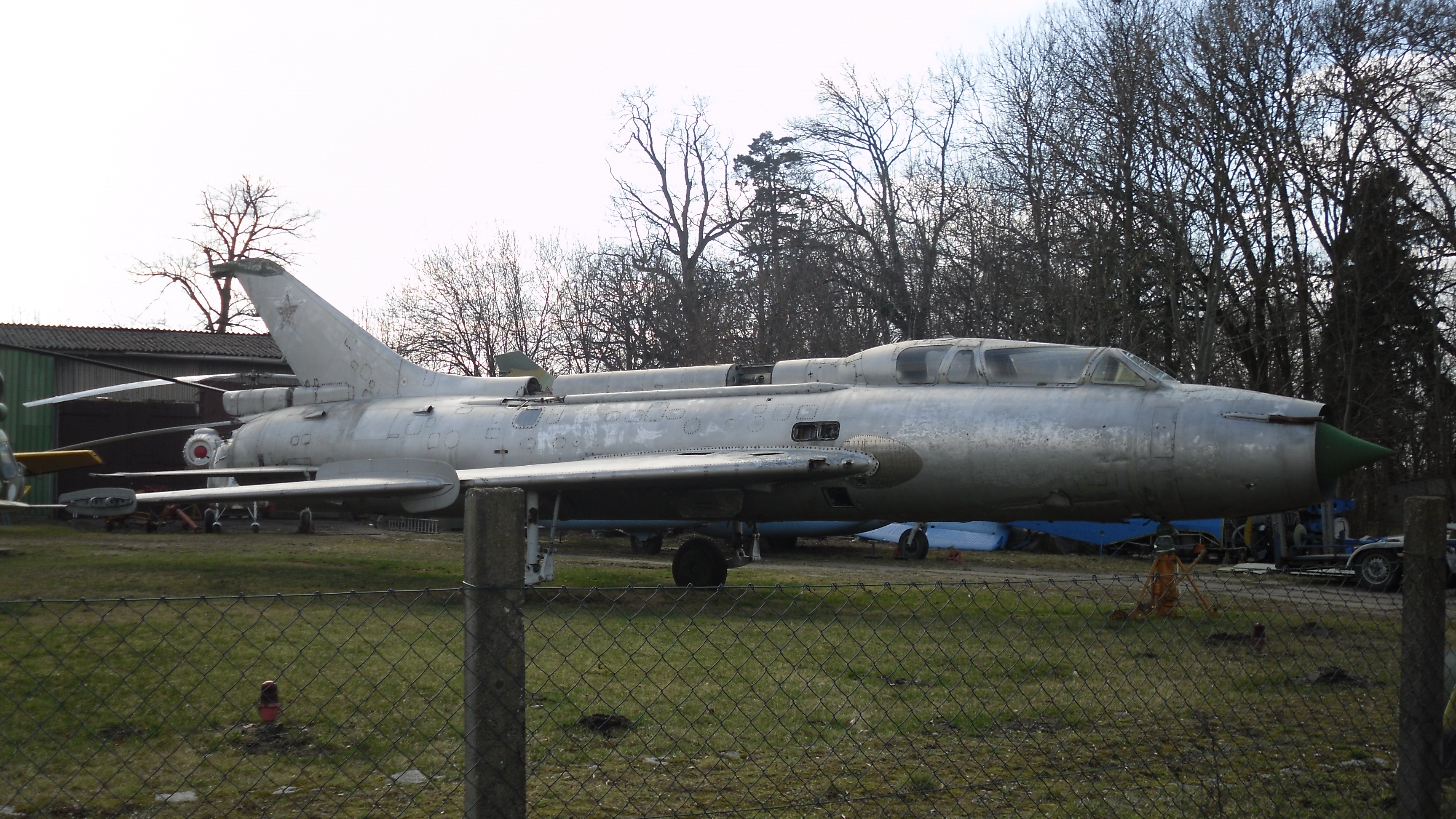
Eine seltene Su-7U

- Afghanistan /  Afghanistan /  Afghanistan /  Afghanistan /  Afghanistan: 24 Su-7BMK + 16 Su-7U ab 1972
- Algerien: 22 Su-7BMK
- Indien: 140 ab 1968[7]
- Irak
- Nordkorea: 30 Su-7BMK/-7UMK
- Polen: 6 Su-7BM, 33 Su-7BKL + 8 Su-7U von 1964 bis 1990
- Sowjetunion
- Syrien: 60+ Su-7BMK + 5 Su-7UM von 1968 bis 1991[8]
- Tschechoslowakei: 64 Su-7BM, 31 Su-7BKL + Su-7U von 1963 bis 1990

## Technische Daten

Dreiseitenriss

| Kenngröße             | Daten Su-7BM                                                                                             |
| --------------------- | --- |
| Besatzung             | 1 |
| Länge                 | 17,37 m                                                                                                  |
| Spannweite            | 8,93 m                                                                                                   |
| Höhe                  | 4,57 m                                                                                                   |
| Flügelfläche          | 27,60 m²                                                                                                 |
| Flügelstreckung       | 2,9 |
| Flächenbelastung      | minimal 312 kg/m² maximal 489 kg/m²                                                                      |
| Leermasse             | 8.620 kg                                                                                                 |
| Startmasse            | maximal 13.500 kg                                                                                        |
| Tankkapazität         | intern 2.353 l extern: zwei bis vier 1.200-l-Zusatzbehälter unter dem Rumpf und inneren Außenlastträgern |
| Antrieb               | ein Nachbrenner-Strahltriebwerk Ljulka AL-7F-1 mit 98,1 kN Standschub                                    |
| Höchstgeschwindigkeit | Mach 1,6 bzw. 1.699 km/h in 12.200 m Höhe (ohne Außenlasten) Mach 1,1 bzw. 1.352 km/h auf Meereshöhe     |
| Dienstgipfelhöhe      | 15.150 m                                                                                                 |
| Steiggeschwindigkeit  | 152 m/s in Bodennähe                                                                                     |
| Einsatzradius         | 250 km (mit Zusatztanks)                                                                                 |
| Reichweite            | maximal 1.450 km mit vier Zusatzbehältern                                                                |
| Startstrecke          | 2.400 m                                                                                                  |

## Bewaffnung
festinstallierte Bewaffnung in den Tragflächenwurzeln auf jeder Seite
- 2 × 30-mm-Maschinenkanone Nudelman-Richter NR-30 mit bis zu 70 Schuss Munition. Am Rumpf wurden auf Höhe der Kanonenmündungen Verstärkungsbleche angebracht.

Waffenzuladung von 2000 kg an sechs Unterflügelstationen
Luft-Luft-Lenkflugkörper
- 2 × BD-60-21U-Startschienen für je 1 × Wympel R-3S (AA-2 „Atoll“) – infrarotgelenkt, selbstzielsuchend für Kurzstrecken

Ungelenkte Luft-Boden-Raketen
- 2 × UB-32-57UM-Raketen-Rohrstartbehälter für 32 ungelenkte S-5-Luft-Boden-Raketen; Kaliber 57 mm
- 4 × UB-16-57UM-Raketen-Rohrstartbehälter für 16 ungelenkte S-5-Luft-Boden-Raketen; Kaliber 57 mm
- 6 × APU-12-40U-Startschiene mit je einer ungelenkten Luft-Boden-Rakete S-24 (ARS-240); Kaliber 240 mm (235 kg)
- 4 × APU-14A-Startschiene mit je einer ungelenkten Luft-Boden-Rakete ARS-160 „Pika“; Kaliber 160 mm[9]

Ungelenkte Bomben
- 4 × Basalt FAB-500 (500-kg-Freifallbombe)
- 8 × Basalt FAB-250M-54 (234-kg-Freifallbombe)
- 6 × Basalt FAB-100 (100-kg-Freifallbombe)
- 2 × RDS-4 (8U69 „Tatjana“) (freifallende 5-kT-Nuklearbombe)

Externe Behälter
- 2 × UPK-23-250-Maschinenkanonen-Behälter (doppelläufige 23-mm-Maschinenkanone GSch-23L mit 260 Schuss Munition)
- 2 × abwerfbarer Zusatztank für je 950 Liter Kerosin
- 4 × abwerfbarer Zusatztank für je 600 Liter Kerosin